# Craterocephalus laisapi
Craterocephalus laisapi är en fiskart som beskrevs av Larson, Ivantsoff och Crowley 2005. Craterocephalus laisapi ingår i släktet Craterocephalus och familjen silversidefiskar. Inga underarter finns listade i Catalogue of Life.